# Euskaltel

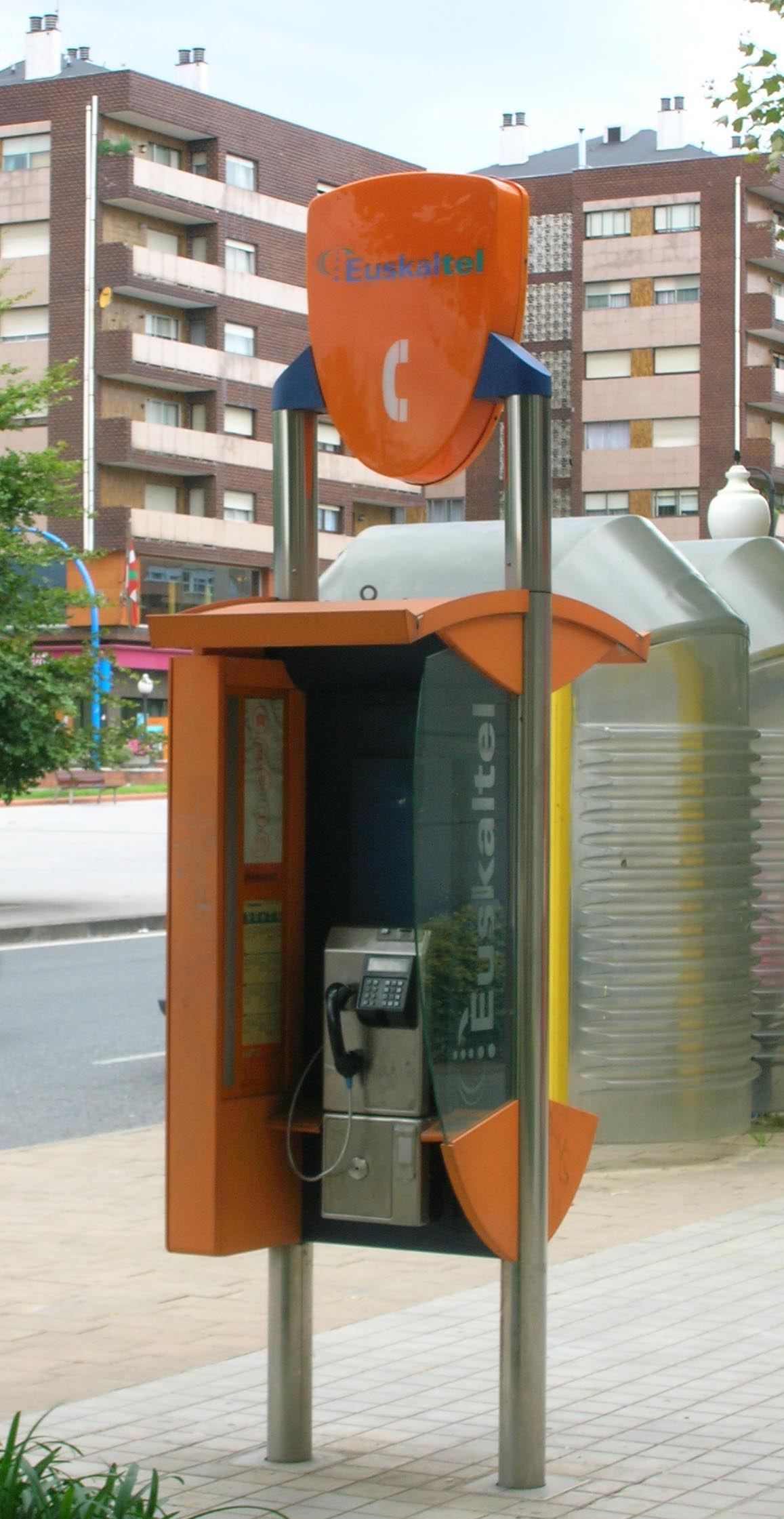
Een telefooncel van Euskaltel

Euskaltel is een Spaans-Baskische aanbieder van telecommunicatie. Het bedrijf bestaat sinds 1995 en heeft haar hoofdkantoor in Derio, nabij Bilbao. Voorzitter is José Antonio Ardanza, voormalig Lehendakari in de periode 1985-1999 voor de Eusko Alderdi Jeltzalea-partij.
Tot het einde van 2006 had het mobiele netwerk van Euskaltel een overeenkomst met Amena (nu Orange), vanaf 2007, opereert het bedrijf als een virtuele mobiele operator van het Vodafone-netwerk.

## Wielerploeg
Het bedrijf is in het buitenland vooral bekend als hoofdsponsor van de wielerploeg Euskaltel - Euskadi. Deze ploeg, die deel uitmaakt van de UCI ProTour neemt alleen wielrenners uit Baskenland en Navarra in dienst en hecht veel waarde aan haar Baskische identiteit. Veel bekende Baskische renners rijden of reden voor Euskaltel.